# Aeroportul Nogales (Mexico)
Aeroportul Nogales (Mexico) (IATA: NOG, ICAO: MMNG) este un aeroport din Nogales, Nogales⁠(d), Sonora, Mexic ce deservește zona Nogales. Aeroportul a fost tranzitat în 2023 de 1.933 de pasageri. A fost numit după zona deservită.
Situat la o altitudine de 1.216 m, aeroportul dispune de o singură pistă. Este operat de Aeropuertos y Servicios Auxiliares⁠(d).